# Ký hiệu bản quyền
Ký hiệu bản quyền © (chữ viết hoa C được khoanh tròn biểu thị bản quyền (copyright)), là biểu tượng được sử dụng trong thông báo bản quyền cho các tác phẩm không phải là bản ghi âm. Việc sử dụng biểu tượng này được mô tả bởi Công ước bản quyền toàn cầu. Biểu tượng được công nhận rộng rãi, nhưng theo Công ước Bern, ký hiệu bản quyền để khẳng định bản quyền không còn bắt buộc ở hầu hết các quốc gia.

## Ký hiệu kỹ thuật số
Mã Unicode của ký hiệu này là U+00A9 © COPYRIGHT SIGN. Unicode cũng có mã U+24B8 Ⓒ CIRCLED LATIN CAPITAL LETTER C và U+24D2 ⓒ CIRCLED LATIN SMALL LETTER C.

### Nhập ký tự
Bởi vì biểu tượng © không có sẵn trên máy đánh chữ thông thường hoặc trong ASCII, nên từ lâu người ta thường sử dụng gần đúng biểu tượng này với các ký tự (c) (c trong ngoặc đơn), một thông lệ đã được Văn phòng bản quyền Hoa Kỳ chấp nhận trong cả hai năm 1909 và 1976. Chương trình soạn thảo văn bản có chức năng tự động sửa lỗi có thể nhận ra chuỗi ba ký tự này và tự động chuyển đổi nó thành một ký hiệu bản quyền duy nhất.
Trên các hệ thống máy tính hiện đại, ký hiệu © chính thức có thể được nhập bằng bất kỳ phương pháp nào sau đây:
- Windows: Alt+0169[8]
- Mac: Option+g[9]
- Linux: ComposeOC.[10]
- ChromeOS: Ctrl+⇧ Shift+u, a9, sau đó ↵ Enter hoặc Space.[11]
- HTML: &copy; hoặc &#169;[12]